# Fritule
Fritule – tradycyjna chorwacka wersja słodkich placków (pączków) przygotowywanych poprzez smażenie na głębokim tłuszczu.

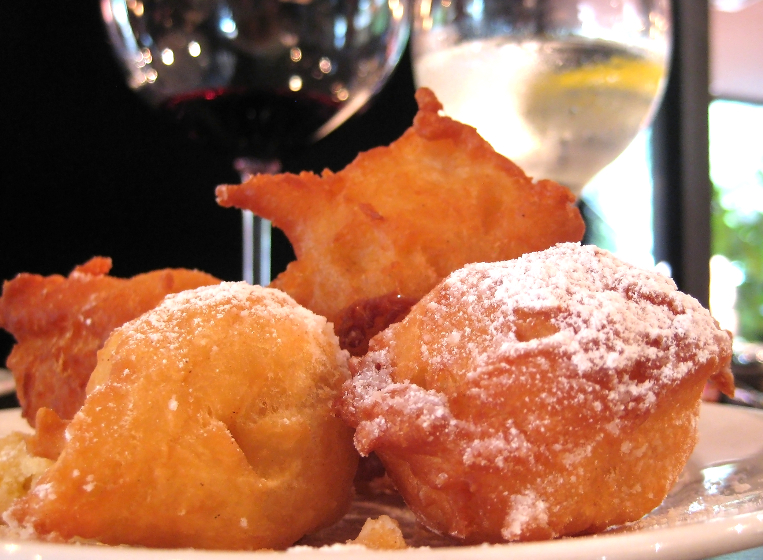
Fritule

Deser pochodzący z Dalmacji (powiązany też z Istrią i Kvarnerem) przygotowywany jest z ciasta drożdżowego z jajkami, mlekiem, masłem i cukrem i (w zależności od regionu) zawiera m.in. rodzynki, jabłka tarte, jogurt lub proszek do pieczenia. Gęsty, maślany spód wzbogacany jest często aromatami wanilii i cytrusów, ciasto może też zawierać brandy, rum, likier owocowy lub inne mocne alkohole. W wersjach mniej tradycyjnych dodatkami są np. roztopiona czekolada, bita śmietana, czy karmel. Możliwa jest wersja z figami.
Konsystencja frituli jest lekka, chrupka, mocno aromatyczna (poszczególne kulki mają nieregularny kształt). Ciasto podaje się posypane cukrem pudrem. Jest dostępne nie tylko w macierzystej Dalmacji, ale tez w innych regionach Chorwacji. Jest często serwowanym uniwersalnym poczęstunkiem świątecznym: bożonarodzeniowym, karnawałowym oraz wielkanocnym.